# Телетрап

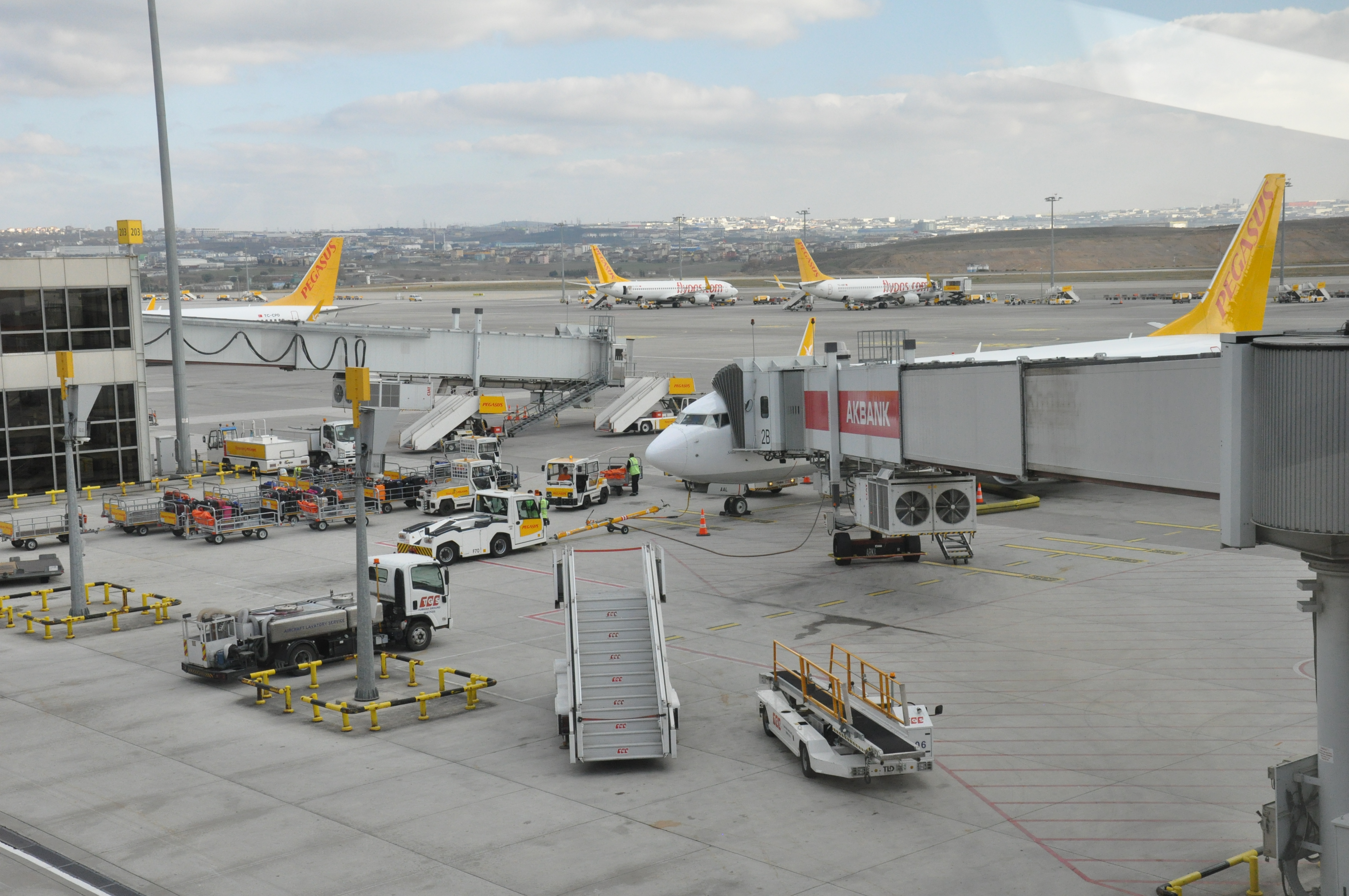
Телетрапи в аеропорту Стамбул-Сабіха Гекчен

Телетрап (англ. jet bridge, airbridge) ― закритий і переважно рухомий механізм, що в режимі розширення-звуження з'єднує вихід летовища (gate) з літаком, дозволяючи пасажирам здійснити посадку/висадку з літака без виходу за межі приміщення та необхідності перебувати в службовій зоні аеропорту. Залежно від конструкції, висоти порогів, точок заправки та інших робочих вимог телетрап може бути фіксованим або рухомим, може здійснювати коливальні радіальні рухи та/або видовжуватись. Винайдений Франком Дер Юеном.

## Історія
До запровадження телетрапів пасажири зазвичай здійснювали посадку з рівня землі засобом елеваторів чи вбудованими в літак східцями. Мобільні авіасходи чи рампові сходи широко використовуються в багатьох летовищах у всьому світі, особливо у маленьких аеропортах, популярних для лоукостів.
Авіакомпанія United Airlines почала освоєння раннього прототипу «Air Dock» у 1954 р.. Перші робочі зразки запрацювали у 1959 р., за одними даними в Атланті, інші посилаються на Лаґардію та Сан-Франциско.

## Переваги
Телетрапи надають всесезонний зручний доступ до літака та спрощують дотримання безпеки в аеропорту. Практично завжди телетрап приєднаний одним кінцем до бухти термінала і здатний коливатися праворуч/ліворуч. Конструкція може підійматися та опускатися, видовжуватись та скорочуватись, обертатись відповідно до параметрів повітряного судна. Маневри контролюються з пульта оператора в кабіні. Конструкція обтягнута здатним до розтягування матеріалом (на прикладі акордеона), що дозволяє пристиковки у різних позиціях та формах і забезпечує практичну повну ізоляцію від опадів. Додатково багато моделей мають вирівнюючі механізми з метою виположування крутизни підйому від літака до точки входу в термінал. У такий спосіб телетрапи спрощують можливості транспортування пасажирів з порушенням рухливості.
Деякі летовища з міжнародними напрямками мають подвійні чи потрійні телетрапи для великих літаків з кількома входами. Теоретично це дозволяє прискорити висадку пасажирів на великому судні, хоча для літаків типу Boeing 747 або Boeing 777 існує практика використання одного трапа для посадки пасажирів першого/бізнесу класу, тоді як інший використовується для економа. Airbus A380 є унікальним в тому плані, що, будучи двопалубним, він має для кожної палуби окремі входи; відповідно можливим є використання двох чи більше трапів, кожен з яких користований паралельно, значно прискорює процес посадки/висадки. Швидше обслуговування веде до зменшення аеропортових зборів, затримок і зростання пасажиропотоку, що зрештою має вплив на прибутковість авіакомпанії.

## Недоліки
Телетрапи обмежують зону парковки літаків безпосередньо біля термінала. Тому часто аеропорти використовують віддалені й більш практичні стоянки, операції посадки/висадки на яких здійснюють авіасходи.
Телетрапи створюють підвищену небезпеку для корпуса літака в разі неакуратного керування. Не відведений повністю механізм може зачепитися за виступаючі частини буксированого літака (наприклад, трубка Піто), що призводить до затримок і ремонтних робіт. В холодну погоду телетрап може примерзати до борта літака. У такому випадку відведення трапу без коректної процедури знеледеніння може пошкодити літак.
Використання телетрапів зазвичай коштує дорожче ніж віддалені стоянки, тому багато лоукостів їх не використовують (наприклад, Ryanair, Easyjet).
При обслуговуванні регіональних маршрутів телетрапи мають ще одну негативну особливість ― лише одне судно може паркуватися біля виходу терміналу. Декілька хабових авіаліній посприяли ліквідації телетрапів в аеропортах з короткими зонами виходів, зокрема, в Атланті. При висадці пасажирів на перон чи рампу авіакомпанії здатні паркувати два борти на вихід. Натомість у великих портах типу Пекіна чи Шарль-Де Голля виходи здатні розміщувати невеликі борти типу 737 чи А320.